# إلين بيترز
إلين بيترز (بالهولندية: Ellen Pieters)‏ (و. 1964  م) هي ممثلة، ومغنية، وفنانة ملاهي، وكاتبة سيناريو هولندية، ولدت في بورميراند.

## وصلات خارجية
- إلين بيترز على موقع IMDb (الإنجليزية)
- إلين بيترز على موقع ميوزك برينز (الإنجليزية)
- إلين بيترز على موقع ديسكوغز (الإنجليزية)

- إلين بيترز في قاعدة بيانات الأفلام على الإنترنت